# Papua New Guinea tại Thế vận hội
Papua New Guinea tham dự Thế vận hội lần đầu năm 1976, và đã liên tục gửi vận động viên (VĐV) tới thi đấu tại các kỳ Thế vận hội Mùa hè kể từ đó, trừ lần hưởng ứng làn sóng tẩy chay Thế vận hội Mùa hè 1980 do Mỹ dẫn đầu. Quốc gia này chưa từng dự Thế vận hội Mùa đông, cũng chưa từng giành huy chương Olympic.
VĐV bơi lội Ryan Pini là VĐV thành công nhất của nước này tính đến nay, đã vào chung kết bơi bướm 100 mét nam tại Thế vận hội Mùa hè 2008.
Ủy ban Olympic quốc gia của Papua New Guinea được thành lập năm 1973 và được công nhận bởi Ủy ban Olympic Quốc tế năm 1974.

## Bảng huy chương

### Thế vận hội Mùa hè
| Thế vận hội         | Số VĐV        | Vàng          | Bạc           | Đồng          | Tổng số       | Xếp thứ       |
| Montréal 1976       | 5             | 0             | 0             | 0             | 0             | –             |
| Moskva 1980         | không tham dự | không tham dự | không tham dự | không tham dự | không tham dự | không tham dự |
| Los Angeles 1984    | 7             | 0             | 0             | 0             | 0             | –             |
| Seoul 1988          | 11            | 0             | 0             | 0             | 0             | –             |
| Barcelona 1992      | 13            | 0             | 0             | 0             | 0             | –             |
| Atlanta 1996        | 11            | 0             | 0             | 0             | 0             | –             |
| Sydney 2000         | 5             | 0             | 0             | 0             | 0             | –             |
| Athens 2004         | 4             | 0             | 0             | 0             | 0             | –             |
| Bắc Kinh 2008       | 7             | 0             | 0             | 0             | 0             | –             |
| Luân Đôn 2012       | 8             | 0             | 0             | 0             | 0             | –             |
| Rio de Janeiro 2016 | 8             | 0             | 0             | 0             | 0             | –             |
| Tokyo 2020          | chưa diễn ra  |               |               |               |               |               |
| Paris 2024          | chưa diễn ra  |               |               |               |               |               |
| Los Angeles 2028    | chưa diễn ra  |               |               |               |               |               |
| Tổng số             | Tổng số       | 0             | 0             | 0             | 0             | –             |